# Trifó (artista)
Trifó  (en llatí Tryphon, en grec antic Τρύφων), fou un artista grec, gravador de pedres precioses. Adéu de Mitilene descriu una obra seva en un epigrama, i diu que mostrava una figura de la nereida Galene. Sembla que va viure en temps d'Alexandre el Gran i els diàdocs.
Una gemma a la col·lecció del duc de Marlborough que representa la reconciliació d'Eros i Psique, amb còpies a diversos llocs entre els quals el Museu de Nàpols, correspon a aquest artista. Alguna altra obra seva és al Museu de la Haia (una d'elles seria una falsificació). Una altra que representa Eros muntat damunt d'un lleó porta la inscripció ΤΡΥΦΩΝ ΕΠΟΙΕΙ.